# 塞尔唐济纽
塞尔唐济纽是巴西帕拉伊巴州的一个市镇。总面积32.798平方公里，总人口4114人，人口密度125.4人/平方公里。